# Спивак, Илларион Савельевич
Илларио́н Саве́льевич Спива́к (укр. Іларіон Савелійович Співак; 1893, с. Козельщина, Кобелякский уезд, Полтавская губерния, Российская империя — 23 сентября 1938) — советский украинский партийный и государственный деятель. Исполняющий обязанности первого секретаря Винницкого обкома КП(б) Украины (1937—1938). Кандидат в члены ЦК КП(б) Украины (январь 1934 — май 1937), член ЦК КП(б) Украины (май 1937 — июнь 1938). Депутат Верховного Совета СССР I созыва.

## Биография
Родился в селе Козельщина (ныне посёлок в составе Козельщинской поселковой общины Кременчугского района Полтавской области Украины), в семье крестьянина-бедняка. В 1909 году окончил четыре класса Таганрогского технического училища Области Войска Донского. С октября 1909 по апрель 1910 года — ученик частной литейной мастерской, с апреля 1910 по май 1911 — член котельной бригады Таганрогского котельного завода. С мая 1911 по сентябрь 1914 года — помощник слесаря, слесарь, помощник весового мастера весовой части Екатерининской железной дороги на станциях Дебальцево, Волноваха, Никополь и Лисичанск.
С октября 1914 по май 1917 года — рядовой 95-го пехотного Красноярского полка русской императорской армии, затем по май 1918 — слесарь Таганрогского машиностроительного завода Кебера. Член РСДРП(б) с сентября 1917 года.
С июня 1918 по ноябрь 1922 года — командир роты, командир батальона, начальник хозяйственной части полка, надзиратель и военный комиссар дивизионного отряда продовольственного снабжения Курского полка, батальона, 4-го, 421-го и 510-го стрелковых полков, отдела снабжения 57-й и 4-й стрелковых дивизий РККА.
С декабря 1922 по сентябрь 1923 года — заместитель ответственного секретаря комиссии помощи голодающим Запорожского окружного исполкома. С сентября 1923 по май 1924 года — секретарь Васильевского райисполкома Запорожского округа. С мая 1924 по июнь 1925 года — ответственный секретарь Жеребецкого районного комитета КП(б)У Запорожского округа.
С июня 1925 года — заместитель заведующего организационным отделом Запорожского окружного комитета КП(б)У, с июня 1926 — секретарь парткома Запорожского автомобильного завода «Коммунар». С июля 1927 года — заведующий организационным отделом Запорожского окружного комитета КП(б)У.
С декабря 1928 по июнь 1930 года — ответственный секретарь Нежинского окружного комитета КП(б)У; с июня 1930 по декабрь 1932 — ответственный инструктор, заведующий транспортным сектором ЦК КП(б)У в Харькове.
С декабря 1932 по февраль 1934 года — председатель Винницкой областной Контрольной комиссии КП(б) — Рабоче-крестьянской инспекции. С марта 1934 по апрель 1937 года — секретарь Партийной коллегии Комиссии партийного контроля в Одессе.
С апреля 1937 по апрель 1938 года — 2-й секретарь Винницкого областного комитета КП(б)У; с сентября 1937 по апрель 1938 исполнял обязанности 1-го секретаря Винницкого областного комитета КП(б)У.
Арестован 30 апреля 1938 года. Расстрелян 23 сентября 1938 года.